# Ciproheptadina
Ciproheptadina, cuyo nombre comercial es (Periactin®) o Peritol, es un antihistamínico de tipo piperazina de primera generación, con propiedades adicionales anticolinérgicas, antiserotoninérgicas, orexigénicas, y de anestésico local.

### Mecanismo de acción
Ciproheptadina es un antagonista eficaz de los receptores H1 a histamina; tiene actividad bloqueante de los receptores 5HT2A de serotonina en músculo liso y una débil acción anticolinérgica.

### Efectos fisiológicos
Como antagonista H1 inhibe la mayoría de los efectos de las reacciones mediada por histamina como vasodilatacion, permeabilidad capilar, eritema y aquellos relacionados con anafilaxia como la hipotensión severa. en el sistema nervioso central genera depresión, manifestada por somnolencia, disminución del estado de alerta y prolongación de los tiempos de reacción. Cicroheptadina no tiene actividad sobre receptores H2 por lo que no afecta la secreción de ácido gástrico.
Como antagonista 5HT, inhibe la contracción del músculo liso gastrointestinal, la agregación plaquetaria y posiblemente su efecto en este receptor explique los aumentos de apetito que provoca este fármaco.

### Usos terapéuticos
Como antihistamínico se ha usado en el tratamiento de alergias, cinetosis y vértigo.Sus efectos bloqueadores de 5HT lo han llevado a usarse en el síndrome de vaciamiento rápido posgastrectomía, en la hipermotilidad del tracto gastrointestinal del síndrome carcinoide y en la profilaxis de la migraña.

### Reacciones adversas
Entre las reacciones adversas se reportan sedación, somnolencia, discinesia, problemas de coordinación, confusión, temblores, hipotensión, taquicardia, palpitaciones, visión borrosa, diplopía y efectos hepáticos raramente observados como ictericia colestácica.
También hipotonía muscular y depresión o desasosiego. 